# Сервий Сулпиций
Сервий Сулпиций (на латински: Servius Sulpicius; † 463 пр.н.е.) е държавник на Римската република през 5 век пр.н.е.
През 475 пр.н.е. Сервий Сулпиций e sacerdot, държавен свещеник на бога Квирин в Древен Рим, Curio Maximi (на Курията). През 463 пр.н.е. умира от чума.